# Iconi
Iconi ili Ikoni je maleni gradić na otoku Grande Comore na Komorima. To je 14. grad po veličini na Komorima i 2. na Grande Comoreu.